# Ryo Takiya
Ryo Takiya (瀧谷 亮 Takiya Ryo?), född 16 februari 1994 i Kanagawa prefektur, är en japansk fotbollsspelare.
Takiya började sin karriär 2016 i FC Gifu. 2018 flyttade han till Kataller Toyama.